# Copa d'Or de la CONCACAF de 1998
La Copa d'Or de la CONCACAF 1998 va ser la quarta edició de la Copa d'Or de la CONCACAF.
El torneig es va tornar a celebrar als Estats Units, a les ciutats de Los Angeles, Miami i Oakland. El format del torneig va canviar respecte a l'emprat el 1996: es va augmentar el nombre d'equips a deu, amb tres grups (un de quatre equips i dos de tres equips). El millor de cada grup i el segon del grup de quatre passaven a semifinals. Brasil va ser convidada una altra vegada, i es va presentar amb la selecció absoluta.
Mèxic va guanyar el torneig per tercera vegada consecutiva.

## Participants
- Estats Units
- Hondures
- Mèxic
- Cuba
- Guatemala
- Trinitat i Tobago
- El Salvador
- Jamaica
- Costa Rica
- Brasil (convidat)

## Primera fase

### Grup A
| Equip       | PJ | PG | PE | PP | GF | GC | DG; | Pts |
| ----------- | -- | -- | -- | -- | -- | -- | --- | --- |
| Jamaica     | 3  | 2  | 1  | 0  | 5  | 2  | +3  | 7   |
| Brasil      | 3  | 1  | 2  | 0  | 5  | 1  | +4  | 5   |
| Guatemala   | 3  | 0  | 2  | 1  | 3  | 4  | −1  | 2   |
| El Salvador | 3  | 0  | 1  | 2  | 0  | 6  | −6  | 1   |

| El Salvador | 0 – 0   | Guatemala |
| ----------- | ------- | --------- |
|             | Detalls |           |

| Brasil | 0 – 0   | Jamaica |
| ------ | ------- | ------- |
|        | Detalls |         |

| Brasil             | 1 – 1   | Guatemala   |
| ------------------ | ------- | ----------- |
| Romário 78' (pen.) | Detalls | Plata 90+3' |

| Brasil                                    | 4 – 0   | El Salvador |
| ----------------------------------------- | ------- | ----------- |
| Edmundo 7' · Romário 19' · Élber 87', 89' | Detalls |             |

| Jamaica                      | 3 – 2   | Guatemala                       |
| ---------------------------- | ------- | ------------------------------- |
| Hall 14', 66' · Williams 55' | Detalls | Plata 15' (pen.) · Westphal 83' |

| Jamaica                 | 2 – 0   | El Salvador |
| ----------------------- | ------- | ----------- |
| Gayle 41' · Simpson 62' | Detalls |             |

### Grup B
| Equip             | PJ | PG | PE | PP | GF | GC | Dif.; | Pts |
| ----------------- | -- | -- | -- | -- | -- | -- | ----- | --- |
| Mèxic             | 2  | 2  | 0  | 0  | 6  | 2  | +4    | 6   |
| Trinitat i Tobago | 2  | 1  | 0  | 1  | 5  | 5  | 0     | 3   |
| Hondures          | 2  | 0  | 0  | 2  | 1  | 5  | −4    | 0   |

| Hondures  | 1 – 3   | Trinitat i Tobago         |
| --------- | ------- | ------------------------- |
| Pavón 66' | Detalls | 35' Nixon · 39', 70' John |

| Trinitat i Tobago        | 2 – 4   | Mèxic                                           |
| ------------------------ | ------- | ----------------------------------------------- |
| Marcelle 59' · Nixon 75' | Detalls | 36' Ramírez · 63', 82' Hernández · 65' Palencia |

| Mèxic           | 2 – 0   | Hondures |
| --------------- | ------- | -------- |
| Blanco 22', 87' | Detalls |          |

### Grup C
| Equip        | PJ | PG | PE | PP | GF | GC | Dif.; | Pts |
| ------------ | -- | -- | -- | -- | -- | -- | ----- | --- |
| Estats Units | 2  | 2  | 0  | 0  | 5  | 1  | +4    | 6   |
| Costa Rica   | 2  | 1  | 0  | 1  | 8  | 4  | +4    | 3   |
| Cuba         | 2  | 0  | 0  | 2  | 2  | 10 | −8    | 0   |

| Estats Units                                 | 3 – 0   | Cuba |
| -------------------------------------------- | ------- | ---- |
| Wegerle 55' · Wynalda 58' · Moore 76' (pen.) | Detalls |      |

| Cuba                       | 2 – 7   | Costa Rica                                                      |
| -------------------------- | ------- | --------------------------------------------------------------- |
| Martein 50' · Cebranco 90' | Detalls | 3' Berry · 21', 32', 66', 77' Wanchope · 29' López · 44' Meyers |

| Costa Rica | 1 – 2   | Estats Units        |
| ---------- | ------- | ------------------- |
| Oviedo 56' | Detalls | 7' Pope · 78' Preki |

## Segona Fase

### Quadre
|  | Semifinals                | Semifinals                |   |                           | Final                     | Final |
|  |                           |                           |   |                           |                           |       |
|  | 10 de febrer, Los Angeles |                           |   |                           |                           |       |
|  | Estats Units              | 1                         |   |                           |                           |       |
|  | Brasil                    | 0                         |   |                           |                           |       |
|  |                           |                           |   |                           |                           |       |
|  |                           |                           |   |                           | 15 de febrer, Los Angeles |       |
|  |                           |                           |   |                           | Estats Units              | 0     |
|  |                           | Mèxic                     | 1 |                           |                           |       |
|  |                           |                           |   |                           |                           |       |
|  |                           |                           |   |                           |                           |       |
|  |                           |                           |   |                           | Tercer lloc               |       |
|  | 12 de febrer, Los Angeles | 12 de febrer, Los Angeles |   | 15 de febrer, Los Angeles | 15 de febrer, Los Angeles |       |
|  | Mèxic                     | 1                         |   | Brasil                    | 1                         |       |
|  | Jamaica                   | 0                         |   |                           | Jamaica                   | 0     |

### Semifinals
| Estats Units | 1 – 0   | Brasil |
| ------------ | ------- | ------ |
| Preki 65'    | Detalls |        |

| Mèxic          | 1 – 0 (gol d'or) | Jamaica |
| -------------- | ---------------- | ------- |
| Hernández 105' | Detalls          |         |

### Partit pel tercer lloc
| Brasil      | 1 – 0   | Jamaica |
| ----------- | ------- | ------- |
| Romário 77' | Detalls |         |

### Final
| Estats Units | 0 – 1   | Mèxic         |
| ------------ | ------- | ------------- |
|              | Detalls | Hernández 43' |

## Resultats i premis
| Copa d'Or de la CONCACAF de 1998 |
| -------------------------------- |
| Mèxic Sisé títol                 |

| Màxim golejador               | Millor jugador |
| ----------------------------- | -------------- |
| Paulo Wanchope Luis Hernández | Kasey Keller   |

| Millor 11    | Millor 11                          | Millor 11                                       | Millor 11                      |
| Porter       | Defenses                           | Centrecampistes                                 | Davanters                      |
| ------------ | ---------------------------------- | ----------------------------------------------- | ------------------------------ |
| Kasey Keller | Eddie Pope Claudio Suárez Ze María | Ramón Ramírez Preki Paul Hall Cuauhtémoc Blanco | Edmundo Romário Paulo Wanchope |

## Golejadors
4 gols
- Paulo Wanchope
- Luis Hernández

3 gols
- Romário

2 gols
- Élber